# Anna Filipsdotter Kern
Anna Filipsdotter Kern, död efter 1598, var känd som älskarinna till Erik Brahe. Tillsammans med honom fick hon 1598 sonen Gustav Örnevinge. Hon var dotter till Filip Kern som enligt Johannes Messenius blandade giftet åt den mördade Erik XIV.